# Hippotion osiris
Hippotion osiris ist ein tropischer Schmetterling (Nachtfalter) aus der Familie der Schwärmer (Sphingidae). Die in Afrika südlich der Sahara vorkommende Art fliegt als Wanderfalter gelegentlich in Nordafrika und im Süden Spaniens ein.

## Merkmale

### Falter
Die Falter erreichen eine Flügelspannweite von 66 bis 76 Millimetern (Männchen) beziehungsweise 70 bis 87 Millimetern (Weibchen), bei einer Vorderflügellänge von 36 bis 42 Millimetern. Die Falter haben braune bis grünlichbraune Vorderflügel und einen ebenso gefärbten Körper. Die Tiere sehen dem Großen Weinschwärmer (Hippotion celerio) sehr ähnlich. Sie sind jedoch etwas größer, stärker gezeichnet und ihnen fehlen die schwarzen Flügeladern auf den Hinterflügeln. Auf den vorderen Segmenten des Hinterleibs trägt H. osiris zwei seitliche schwarze Flecken; diese sind durch eine seitliche hellgraue Behaarung getrennt, die bis zur Hälfte des Hinterleibs nach hinten reicht. Der ähnlichen Art fehlen diese schwarzen Flecken. Die Querbinde auf den Vorderflügeln, die von der Flügelspitze bis an den Flügelinnenrand zur Basis hin verläuft, ist bei H. osiris heller und verläuft gerader. Die weißen Querstreifen, die zum Flügelvorderrand reichen, sind deutlich kräftiger ausgebildet und bilden eine undeutliche weiße Linie von der Flügelspitze bis zur Flügelbasis. Das Saumfeld ist ockergrau aufgehellt, der Innenrand ist weiß. Die Hinterflügel tragen ein geteiltes Medianband, dessen innerer Teil als breiter schwarzer Wisch nahezu parallel zum Innenrand verläuft. Das schwarze Submarginalband ist verhältnismäßig breit. Zwischen den schwarzen Bereichen liegt das rosarote Mittelfeld, dessen Adern nur sehr schwach schwarz angedeutet sind. Das unterscheidet die Art ebenso vom Großen Weinschwärmer, dessen Adern dort kräftig schwarz sind. Die verhältnismäßig breite, hell ockergelbe Saumbinde der Hinterflügel ist mit dunklen Schuppen überpudert. Die Flügelunterseite ist graubraun, mit braunen Querbinden und gelblichem Diskalbereich. Die Weibchen sehen den Männchen sehr ähnlich, unterscheiden sich von ihnen jedoch durch ihre kürzeren und feineren Fühler. Die Art ist anders als der Große Weinschwärmer nur wenig variabel, lediglich die Körpergröße und die dunkle und rosarote Färbung der Hinterflügel variiert.

### Ei
Die Eier sehen denen des Großen Weinschwärmers sehr ähnlich, sind jedoch etwas größer.

### Raupe
Die Raupen erreichen eine Körperlänge von 80 bis 90 Millimetern und sind damit größer als die von Hippotion eson. Sie treten in einer grünen und einer braunen Farbmorphe auf. Die braunen Tiere haben vom Rücken bis hinunter zu den Stigmen eine mittelbraune Farbe, mit feinen, dunkler braunen, schrägen Linien an den Seiten und einem feinen, schwarzen Rückenstreifen. Die Segmentzwischenräume sind blassgelb und jedes Segment trägt zwei kleine gelbe Punkte. Es sind auch feine Subdorsal- und Dorsolaterallinien ausgebildet, die in eine breite gelbe Seitenlinie münden, in der die Stigmen liegen. Am ersten Hinterleibssegment befindet sich ein großer, schwarz umrandeter, violettbrauner Augenfleck, der eine weiße Pupille und sechs bis sieben violette Punkte beinhaltet. Am zweiten Hinterleibssegment findet man bei manchen Tieren einen weiteren, kleinen Augenfleck. Auf den weiter hinten liegenden Segmenten befindet sich an dessen Stelle je ein schwarzer Fleck auf den Segmenten. Die Bauchseite ist blassbraun, ebenso wie der Kopf. Das Analhorn ist bei ausgewachsenen Raupen mit einem Millimeter Länge nur sehr klein. Bei jungen Raupen ist es verhältnismäßig lang und schwarz gefärbt. Die Kopfkapsel ist orangerot.
Die viel seltenere, grüne Farbmorphe trägt ähnliche dunkle, schräge Seitenlinien am Körper, die aber nicht braun, sondern grün sind.

### Puppe
Die Puppe ist 55 bis 61 Millimeter lang. Sie ist in ihrer Form der des Großen Weinschwärmers sehr ähnlich und hat eine blass graubraune Farbe mit schwarzen Sprenkeln. Der kahnförmige Saugrüssel ist nach vorne gekrümmt und seitlich abgeflacht.

## Vorkommen und Lebensraum
Die Art ist in Afrika südlich der Sahara und in Madagaskar beheimatet. Als Wanderfalter fliegt sie jedoch auch in Nordafrika und in den Süden Spaniens ein. Da die Art dem Großen Weinschwärmer sehr ähnelt, ist die Häufigkeit der Einflüge nur schlecht dokumentiert. Auch aus Israel ist die Art durch Einflüge nachgewiesen.

## Lebensweise
Die Imagines sind Blütenbesucher und können in Parks und Gärten oder an Wänden und Büschen, die mit Weinreben überwachsen sind, beobachtet werden. In Weingärten findet man die Tiere nur bei Verzicht auf Insektizideinsatz. Die Falter werden durch künstliche Lichtquellen angelockt.

### Flug- und Raupenzeiten
Die Falter fliegen in Südspanien vor allem zwischen September und November. In Israel wurden Individuen aber auch schon ab Juni und bis September beobachtet. In Afrika fliegt die Art je nach klimatischen Bedingungen in zwei bis mehreren hintereinander folgenden Generationen im Jahr.

### Nahrung der Raupen
Die Raupen ernähren sich hauptsächlich von Weinreben (Vitis) und Jungfernreben (Parthenocissus). Seltener werden sie an Richardsonia, Möhren (Daucus), Ampfer (Rumex), Vogelknöterichen (Polygonum), Springkräutern (Impatiens), Cissus, Prunkwinden (Ipomoea), Afrikanischem Tulpenbaum (Spathodea), Fuchsien (Fuchsia) und verschiedenen Arten der Rötegewächse (Rubiaceae) gefunden.

## Entwicklung
Aus Südspanien sind keine Raupen bekannt. Sollten sie dort gefunden werden, kann davon ausgegangen werden, dass es sich um die braune Form handelt, da diese in Nordafrika die dominierende Farbmorphe ist. Die Verpuppung erfolgt in einem hellbraunen, locker gesponnenen Kokon am Erdboden. Die Raupen ziehen bei Störung den Kopf in die Thoraxsegmente zurück und imitieren durch diesen verdickten Bereich und die Augenflecken das Aussehen einer kleinen Schlange. Die Art wird von Raupenfliegen parasitiert.

## Belege